# Historia najsłynniejszych piratów

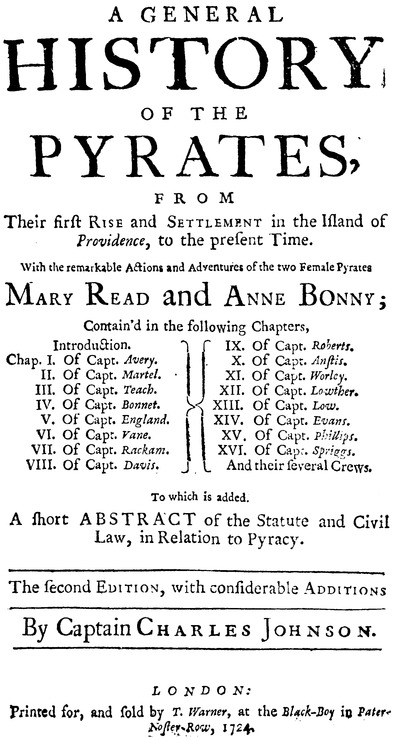
Strona tytułowa jednego z wydań dzieła

Historia najsłynniejszych piratów, ich zbrodnicze wyczynki i rabunki (ang. A General History of the Robberies and Murders of the most notorious Pyrates) – książka napisana w 1724 roku i zawierająca zbiór biografii ówczesnych piratów. Autorem jest prawdopodobnie kapitan Charles Johnson, chociaż nazwisko to jest powszechnie uznawane za pseudonim innego pisarza.
Niektórzy historycy literatury twierdzą, że pod pseudonimem krył się Daniel Defoe, jednak jest to sprawą sporną.
Pierwotnie książka została wydana w dwóch tomach. Pierwszy opowiadał o piratach z pierwszej połowy XVIII wieku. Drugi zaś, wydany w 1728 roku, mówił o wyczynach ich poprzedników z paru dekad wcześniej. W pierwszym woluminie autor z reguły trzymał się dość ściśle dostępnych źródeł, niemniej jednak zdarzało mu się naciągać historię – by móc w sposób bardziej dosłowny ukazać hipokryzję angielskiego społeczeństwa tamtych lat – a działo się to zwłaszcza w drugim tomie, w którym to dodatkowo umieścił trzy, prawdopodobnie fikcyjne, życiorysy. Pomimo tego książka ta miała wpływ na kształtowanie się ogólnego poglądu o piractwie i udostępniła relację z życia wielu indywidualności, wciąż popularnych w XXI wieku.
Bukanierzy zarysowani w pierwszej części to: Henry Avery, James Martel, Edward „Blackbeard” Teach, Stede Bonnet, Edward England, Charles Vane, Calico Jack Rackham, Mary Read, Anne Bonny, Howell Davis, Bartholomew „Black Bart” Roberts, Thomas Anstis, Richard Worley, George Lowther, Edward Lowe, John Evans, Francis Spriggs, John Smith, John Gow i Roche Braziliano.
Tom drugi odnosi się do piratów takich jak: Thomas Tew, William Kidd, John Bowen, John Halsey, Thomas White, Thomas Howard, David Williams, Samuel Burgess, Nathaniel North, Christopher Condent, Samuel Bellamy oraz William Fly, a także trzech prawdopodobnie fikcyjnych kapitanów: Jamesa Missona, Lewisa i Corneliusa.
W Polsce dzieło kapitana Charlesa Johnsona współcześnie ukazało się po raz pierwszy w 1968 roku, jako wersja niepełna, nakładem warszawskiego wydawnictwa Czytelnik.